# Alvilda (drag queen)
Alvilda (nombre real Alexandre) es una artista drag belga que ganó la segunda temporada de Drag Race Belgique.Alvilda ganó tres desafíos principales en el programa.